# Béto
Béto est une commune rurale située dans le département de Nébiélianayou de la province de Sissili dans la région du Centre-Ouest au Burkina Faso.